# Свозил, Ладислав
Ладислав Свозил (чеш. Ladislav Svozil, родился 8 мая 1958, Простеёв, Чехословакия) — бывший чехословацкий хоккеист, нападающий. Чемпион Чехословакии 1981 года. Серебряный призёр чемпионатов мира 1979 и 1983 годов.

## Биография
Ладислав Свозил почти всю свою карьеру играл за «Витковице». В 1981 году он помог выиграть клубу и первый и пока единственный в своей истории чемпионский титул. В составе сборной Чехословакии дважды становился серебряным призёром чемпионатов мира. 
Участник розыгрыша Кубка Канады 1984  (5матчей, 2 гола).
В 1988 году уехал за границу, до 1995 года играл в немецких и итальянских клубах низших лиг. Карьеру завершил в 1996 году в клубе «Поруба». После окончания карьеры хоккеиста стал тренером. Тренировал в Германии, Словакии, был тренером «Витковице». Последние годы занимает должность спортивного менеджера витковицкого клуба.

## Достижения
Чемпион Чехословакии 1981
 Серебряный призёр чемпионатов мира и Европы 1979 и 1983
 Бронзовый призёр молодёжного чемпионата мира 1977

## Статистика
- Чемпионат Чехословакии — 375 игр, 360 очков (159 шайб + 201 передача)

- Сборная Чехословакии — 87 игр, 18 шайб

- Всего за карьеру — 462 игры, 177 шайб